# 217省道 (福建省)
217省道，又名联四线，是中华人民共和国福建省的省道之一。
215省道路线起点位于三明市大田县广平镇，途经泉州市安溪县、厦门市集美区，终于思明区演武大桥。